# Радек Йон
Радек Йон (на чешки: Radek John) е чешки писател, киносценарист, журналист, телевизионен водещ и политик – бивш министър и настоящ председател на партията „Връзки с обществеността“.

## Биография
Радек Йон е роден на 6 декември 1954 г. в Прага. През 1979 г. завършва сценаристика и драматургия във Филмовата академия (FAMU) в Прага. От 1980 до 1993 г. работи като редактор в културната рубрика на сп. „Млади свет“. По-късно започва работа като киносценарист във Филмово студио „Барандов“ в Прага.
От 13 юли 2010 до 21 април 2011 г. е министър на вътрешните работи на Чехия.

## Творчество
Първият му роман се казва „Джинсов свят“ (1980) – 17-годишен главен герой, който разбива конвенционалните представи за своето поколение. Започва да пише текста на 18 г. и го оформя в книга няколко години по-късно.
Следващият му роман е „Начало на летоброенето“ (1984), написан съвместно с Иво Пелант (киносценарист).
„Мементо“ (1986) е първата книга за токсикоманията в бивша комунистическа Чехословакия. Преведена е на 10 езика. 
Следват още няколко произведения и множество сценарии.